# Peugeot Type 116, 126 e 138
Le Type 116, 126 e 138 erano tre autovetture di fascia alta prodotte dal 1909 al 1912 dalla Casa automobilistica francese Peugeot.

## Profilo
La Type 116 fu introdotta nel 1909 per sostituire la Type 106. Era una double phaeton decisamente elegante, lunga 3.93 m e larga 1.65. Montava un motore a 4 cilindri in linea, sistemato in posizione anteriore longitudinale. La cilindrata era pari a 2212 cm³, mentre la velocità massima raggiungibile era di 55 km/h. La Type 116 fu prodotta solo nel 1909 in 500 esemplari, una buona cifra per l'epoca.
Nel 1910 arrivò la sostituta della Type 116, denominata Type 126. Tale vettura aveva la particolarità di essere stata proposta in due motorizzazioni molto lontane e distaccate tra loro. La più grossa era la stessa utilizzata in precedenza sulla Type 116, mentre la più piccola montava un piccolo monocilindrico da 785 cm³ in grado di spuntare prestazioni sensibilmente inferiori a quelle della versione di maggior cilindrata. Ciò era dovuto al fatto che la presenza di una motorizzazione intermedia, per esempio intorno agli 1.8 litri, avrebbe rischiato di creare una sorta di concorrenza interna, dal momento che nello stesso periodo esistevano già le Peugeot Type 127 e 143, che avevano una cilindrata di 2 litri. In ogni caso, la Type 126 riscosse un discreto successo, essendo stata prodotta solo nel 1910 in 350 esemplari. Divenne una delle vetture preferite da medici e commessi viaggiatori.
Nel 1911 arrivò la sostituta della Type 126. Denominata Type 138 e disponibile come torpedo, crebbe sensibilmente di dimensioni, arrivando ad una lunghezza di 4.25 m, con un passo di ben 3 metri. Anche la meccanica subì profondi aggiornamenti, il più visibile dei quali stava nel motore, un 4 cilindri della cilindrata di 2614 cm³. La Type 138 fu prodotta fino alla fine del 1912 in 925 esemplari.